# Романчик, Алексей
Алексей Романчик (род. 11 апреля 1989, Сморгонь, Гродненская область) — белорусский самбист и дзюдоист, чемпион Европы по самбо среди юниоров 2008 и 2009 годов, чемпион мира по самбо среди юниоров 2009 года, чемпион (2010 2011, 2013) и серебряный призёр (2014) чемпионатов Белоруссии по дзюдо, призёр этапов Кубков Европы и мира по дзюдо, призёр этапов Кубка мира по самбо, бронзовый призёр чемпионата Европы по самбо 2012 года, серебряный призёр чемпионата мира по самбо 2010 года, мастер спорта Республики Беларусь международного класса по самбо и дзюдо. По самбо выступал во второй полусредней весовой категории (до 74 кг). Выпускник Гродненского государственного университета имени Янки Купалы.

## Чемпионаты Белоруссии
- Чемпионат Белоруссии по дзюдо 2010 — ;
- Чемпионат Белоруссии по дзюдо 2011 — ;
- Чемпионат Белоруссии по дзюдо 2013 — ;
- Чемпионат Белоруссии по дзюдо 2014 — ;